# Par-delà l'amour
Par-delà l'amour (Vencer el desamor) est une telenovela mexicaine produite par Televisa et diffusée du 12 octobre 2020 au 21 février 2021 sur Las Estrellas,.
Elle est diffusée en France d'Outre-Mer sur le réseau La 1ère depuis le 7 décembre 2021.
En France, la série est mis en ligne depuis le 27 janvier 2025 sur la plateforme de streaming TF1+

## Synopsis
L'histoire tourne autour de quatre femmes, d'âges et de couches sociales différents, contraintes de vivre ensemble sous le même toit. Au début, la coexistence entre eux est compliquée et tendue en raison de leurs différentes visions et manières de faire face à la vie, mais peu à peu la fraternité et la solidarité prévalent lors de la réalisation du lien particulier qui existe entre eux: chacun a souffert, à l'un ou l'autre, l'absence et l'abandon de leurs partenaires respectifs.

## Distribution
- Claudia Álvarez : Doña Drianita Hernández
- David Zepeda : Don Álvaro Falcón
- Juan Diego Covarrubias: Eduardo Falcón
- Issabela Camil : Linda Brown
- Emmanuel Palomares : Gael Falcón
- Julia Urbini : Dafne Miranda
- Valentina Buzzurro : Gemma Corona
- Alfredo Gatica : Cuauhtémoc Vargas
- José Elías Moreno : Don Joaquín Ruiz
- Joshua Gutiérrez : Néstor Ibarra Bustos
- Christian de la Campa : Paulo
- Daniela Romo : Doña Barbara Falcon
- Raquel Morell : Imelda
- Emmanuel Palomares : Rommel Guajardo
- Lourdes Reyes : Josefina Miranda
- Patricia Martínez : Martha Bustos de Ibarra
- Francisco Avendaño : Eugenio Ibarra
- Iván Carranza : Humberto
- Bárbara Falconi : Cassandra Ríos
- Paco Luna : Juan José
- Mildred Feuchter : Ivette
- Gabriela Zas : Yolanda Enríquez
- Jorge Alberto Bolaños : Silvestre Salmerón
- Moisés Manzano : Onofre Corona
- Tizoc Arroyo : Calixto Borjórquez
- Iker García : Tadeo Falcón López
- Mía Martínez : Clara María "Clarita" Ibarra Falcón
- Eugenio Cobo : Padre Pedro
- Evangelina Martínez : Cuquita
- Leonardo Daniel : Lino Ferrer #1
- Beatriz Moreno : Efigenia Cruz "Doña Efi"
- Mauricio García-Muela : Guillermo "Memo" Estévez
- Ricardo Baranda : Bruno
- Mariana Espinoza : Erika
- Andrés Vásquez : Dimitri "Dimi"
- Axel Araiza : Poncho
- Elena Lizarraga : Elena
- Carlos Bonavides : Padre Antero
- Ariane Pellicer : Guadalupe "Lupe" Guajardo
- Altair Jarabo : Olga Collado

## Diffusion
- Las Estrellas (2020-2021)
- Univision (2020-2021)
- La Première (2021-2022)